# Họ Tinh diệp thảo
Họ Tinh diệp thảo (danh pháp khoa học: Circaeasteraceae) là một họ thực vật có hoa trong Bộ Mao lương (Ranunculales), khi hiểu theo nghĩa rộng thì chứa 2 chi là Circaeaster và Kingdonia còn khi hiểu theo nghĩa hẹp thì chỉ chứa chi Circaeaster. Đây là một họ nhỏ, chỉ chứa 2 loài (Circaeaster agrestis và Kingdonia uniflora), được tìm thấy trong các khu vực ở tây bắc Ấn Độ tới tây bắc Trung Quốc. Cả hai loài đều sinh sống ở độ cao lớn, đối với độc diệp thảo là 2.700 tới 3.900 m và đối với Circaeaster agrestis là 2.100-5.000 m.